# Leptorhynchoides thecatus
Leptorhynchoides thecatus är en hakmaskart som först beskrevs av Linton 1891.  Leptorhynchoides thecatus ingår i släktet Leptorhynchoides och familjen Rhadinorhynchidae. Inga underarter finns listade i Catalogue of Life.